# Pranav Anand
Pour les articles homonymes, voir Anand et Pranav Venkatesh.
Pranav Anand  est un joueur d'échecs indien né le 3 novembre 2006 à Tiruchirappalli, grand maître international depuis 2022.
Au 1er août 2025, il est le 16e joueur  indien avec un classement Elo de 2 590 points.

## Carrière
En septembre 2022, à quinze ans, Pranav Anand remporté le championnat du monde des moins de seize ans et obtient le titre de grand maître international,.
En juillet 2023, il remporte le tournoi rapide du Festival d'échecs de Bienne de Stockholm, avec  8 points sur 9.

En juillet 2025, il finit deuxième ex æquo (deuxième au départage) de l'open du Festival d'échecs de Bienne avec 8 points sur 9.
En juillet 2025, il finit premier ex æquo (quatrième au départage) de l'open de benasque.